# Augustin Pfleger
Augustin Pfleger (auch Augustinus Pfleger, Augustinus Pflegerus; * 1635 in Schlackenwerth; † nach dem 23. Juli 1686 ebenda) war ein Komponist und Kapellmeister böhmischer Herkunft des musikalischen Barock.

## Leben und Wirken
Augustin Pfleger studierte in Nürnberg bei Johann Erasmus Kindermann, war um 1660 Kapellmeister des Herzogs Julius Heinrich von Sachsen-Lauenburg und wirkte ab 1662 am Fürstenhof Mecklenburg-Güstrow als Vize-Kapellmeister neben Kapellmeister Daniel Daniélis. Aus der Geschichte der Güstrower Hofkapelle geht hervor, dass er erneut eingestellt wurde, weshalb man annimmt, dass er in den 1650er Jahren schon einmal dort tätig war. Nachdem Daniélis 1664 entlassen worden war, wurde Pfleger zum Kapellmeister ernannt und nahm eine Neustrukturierung der Hofkapelle vor. Aus der Zeit in Güstrow gibt es ein von ihm eigenhändig angefertigtes Verzeichnis über 89 geistliche Konzerte in kleiner Besetzung.
Ab 1665 war er Kapellmeister am Hof von Christian Albrecht von Schleswig-Holstein-Gottorf auf Schloss Gottorf. Pfleger wurde die musikalische Gestaltung des Festakts zur Einweihung der Christian-Albrechts-Universität zu Kiel im Oktober 1665 übertragen, wofür er mehrere Kompositionen anfertigte. Im Jahre 1668 fand unter seiner Leitung die erste Opernaufführung in Schloss Gottorf statt.
Pfleger verließ Gottorf im Jahr 1673 mit unbekanntem Ziel. Es wird zwar teilweise in Quellen angegeben, er sei 1681 nach Güstrow zurückgekehrt, um nach dem wiederholten und endgültigen Weggang Daniélis’ erneut die Kapellmeisterstelle zu übernehmen, in der Geschichte der Güstrower Hofkapelle wurde dies jedoch nicht verzeichnet, sodass dies nicht sicher ist. Später kehrte er in seinen Heimatort Schlackenwerth zurück, wo er starb.

## Werke (Auswahl)
- Geistliche Konzerte Nr. 1–11 aus dem Evangelien-Jahrgang
- Geistliche Konzerte Nr. 12–23 aus dem Evangelien-Jahrgang
- Passionsmusik über die sieben Worte Jesu Christi am Kreuz
- Dialogus in festo annuntiationis Mariae – Adventsmusik über Maria Verkündigung
- Missus est angelus
- Laudate Dominum
- Kantaten
- Motetten
- Psalmen

Kompositionen für die Einweihung der Kieler Universität
- Veni sancte spiritus
- Te Deum
- 6 weltliche Oden